# Лајм Риџ (Пенсилванија)
Лајм Риџ (енгл. Lime Ridge) насељено је место без административног статуса у америчкој савезној држави Пенсилванија.

## Демографија
По попису из 2010. године број становника је 890, што је 61 (-6,4%) становника мање него 2000. године.
| Група             | 2000.       | 2010.       |
| Белци             | 931 (97,9%) | 846 (95,1%) |
| Афроамериканци    | 1 (0,1%)    | 4 (0,4%)    |
| Азијати           | 0 (0,0%)    | 5 (0,6%)    |
| Хиспаноамериканци | 13 (1,4%)   | 22 (2,5%)   |
| Укупно            | 951         | 890         |